# BK Slávia UMB Banská Bystrica
BK Slávia UMB Banská Bystrica (celým názvem: Basketbalový klub Slávia Univerzita Mateja Bela Banská Bystrica) byl slovenský univerzitní basketbalový klub, který sídlil v Banské Bystrici ve stejnojmenném kraji. Klub sdružoval pouze ženské a dívčí družstva. Oddíl patřil pod patronát Univerzity Mateja Bela v Banskej Bystrici. Klubové barvy byly červená a bílá.
Založen byl v roce 1954 jako součást Telovýchovné jednoty Slávia Pedagogický inštitút (později Pedagogická fakulta). V osmdesátých letech dvacátého století patřil klub k nejlepším v republice. V sezóně 1989/90 se stal dokonce mistrem Československa v soutěži žen.. Oddíl zanikl v roce 2008 po finančních problémech. Nástupcem klubu se stala nově vzniklá organizace UMB 08 Banská Bystrica, později přejmenovaná na BK ŠKP 08.

## Historické názvy
Zdroj: 
- 1954 – TJ Slávia PI Banská Bystrica (Telovýchovná jednota Slávia Pedagogický inštitút Banská Bystrica)
- 195? – TJ Slávia PF Banská Bystrica (Telovýchovná jednota Slávia Pedagogická fakulta Banská Bystrica)
- 1993 – BK Slávia UMB Banská Bystrica (Basketbalový klub Slávia Univerzita Mateja Bela Banská Bystrica)

## Získané trofeje
- Československá basketbalová liga žen ( 1× )
  - 1989/90

## Umístění v jednotlivých sezonách
Zdroj: 
Legenda: ZČ - základní část, červené podbarvení - sestup, zelené podbarvení - postup, fialové podbarvení - reorganizace, změna skupiny či soutěže
| Československo (1972 – 1993) |                               |           |              |           |                                           |
| Sezóna                       | Název v ročníku               | Úroveň    | Soutěž       | ZČ        | Play-off                                  |
| 1972/73                      | TJ Slávia PF Banská Bystrica  | 1. úroveň | 1. liga      | 11. místo | Sestup                                    |
| ...                          |                               |           |              |           |                                           |
| 1974/75                      | TJ Slávia PF Banská Bystrica  | 1. úroveň | 1. liga      | 10. místo | Sestup                                    |
| ...                          |                               |           |              |           |                                           |
| 1986/87                      | TJ Slávia PF Banská Bystrica  | 1. úroveň | 1. liga      | ?. místo  | Zápas o 3. místo (prohra)                 |
| 1987/88                      | TJ Slávia PF Banská Bystrica  | 1. úroveň | 1. liga      | 2. místo  | Finále                                    |
| 1988/89                      | TJ Slávia PF Banská Bystrica  | 1. úroveň | 1. liga      | 2. místo  | Finále                                    |
| 1989/90                      | TJ Slávia PF Banská Bystrica  | 1. úroveň | 1. liga      | 1. místo  | Vítěz                                     |
| 1990/91                      | TJ Slávia PF Banská Bystrica  | 1. úroveň | 1. liga      | ?. místo  |                                           |
| 1991/92                      | TJ Slávia PF Banská Bystrica  | 1. úroveň | 1. liga      | ?. místo  | Zápas o 3. místo (výhra)                  |
| 1992/93                      | TJ Slávia PF Banská Bystrica  | 1. úroveň | 1. liga      | 2. místo  |                                           |
| Slovensko (1993 – 2008)      |                               |           |              |           |                                           |
| Sezóna                       | Název v ročníku               | Úroveň    | Soutěž       | ZČ        | Play-off                                  |
| 1993                         | BK Slávia UMB Banská Bystrica | 1. úroveň | 1. liga (SR) | 2. místo  | Finále                                    |
| 1993/94                      | BK Slávia UMB Banská Bystrica | 1. úroveň | 1. liga      | ?. místo  |                                           |
| 1994/95                      | BK Slávia UMB Banská Bystrica | 1. úroveň | 1. liga      | 7. místo  | Čtvrtfinále                               |
| 1995/96                      | BK Slávia UMB Banská Bystrica | 1. úroveň | 1. liga      | ?. místo  |                                           |
| 1996/97                      | BK Slávia UMB Banská Bystrica | 1. úroveň | 1. liga      | ?. místo  |                                           |
| 1997/98                      | BK Slávia UMB Banská Bystrica | 1. úroveň | 1. liga      | 9. místo  | Play-out (1. místo)                       |
| 1998/99                      | BK Slávia UMB Banská Bystrica | 1. úroveň | 1. liga      | 4. místo  | Zápas o 3. místo (prohra)                 |
| 1999/00                      | BK Slávia UMB Banská Bystrica | 1. úroveň | 1. liga      | 3. místo  | Finále                                    |
| 2000/01                      | BK Slávia UMB Banská Bystrica | 1. úroveň | 1. liga      | 2. místo  | Zápas o 5. místo (výhra)                  |
| 2001/02                      | BK Slávia UMB Banská Bystrica | 1. úroveň | 1. liga      | 3. místo  | Zápas o 3. místo (prohra)                 |
| 2002/03                      | BK Slávia UMB Banská Bystrica | 1. úroveň | 1. liga      | 3. místo  | Zápas o 3. místo (výhra)                  |
| 2003/04                      | BK Slávia UMB Banská Bystrica | 1. úroveň | Extraliga    | 3. místo  | Zápas o 3. místo (prohra)                 |
| 2004/05                      | BK Slávia UMB Banská Bystrica | 1. úroveň | Extraliga    | 5. místo  | Čtvrtfinále                               |
| 2005/06                      | BK Slávia UMB Banská Bystrica | 1. úroveň | Extraliga    | 5. místo  | Čtvrtfinále                               |
| 2006/07                      | BK Slávia UMB Banská Bystrica | 1. úroveň | Extraliga    | 8. místo  | Čtvrtfinále                               |
| 2007/08                      | BK Slávia UMB Banská Bystrica | 1. úroveň | Extraliga    | 5. místo  | Čtvrtfinále; odhlášení ze soutěže ⇒ zánik |

## Účast v mezinárodních pohárech
Zdroj: 
| Výkonnostní úrovně                                                              |
| superpohár – Superpohár v basketbalu žen                                        |
| 1. výkonnostní úroveň – Pohár mistrů evropských zemí, Euroliga v basketbalu žen |
| 2. výkonnostní úroveň – Pohár Ronchettiové, EuroCup v basketbalu žen            |

Legenda: EL - Euroliga v basketbalu žen, PMEZ - Pohár mistrů evropských zemí, EC - EuroCup v basketbalu žen, SP - Superpohár v basketbalu žen, PR - Pohár Ronchettiové
- PR 1989/90 – Základní skupina B (3. místo)
- PMEZ 1990/91 – Předkolo
- PR 1992/93 – 1. kolo